# Meatzaldea
Meatzaldea (en castellano «zona minera») es el primer álbum del grupo vasco Sagarroi.
Sagarroi surgió como una especie de lado oscuro de Joxe Ripiau, el anterior grupo de Iñigo Muguruza. Durante los últimos años de Joxe Ripiau, Iñigo fue descartando canciones más oscuras que no encajaban con el sonido de estos. Cuando Ripiau se disolvieron, Iñigo recuperó estas canciones para un nuevo proyecto de sonidos hardcore punk, garage rock y post hardcore:

«La mayoría de los textos son desgarrados, pero no negativos. Si en Ripiau intentaba sacar lo bueno, aquí reflejo las miserias del sistema y de las relaciones humanas.»

Para las letras contó con la colaboración de Martxel Mariscal («Ehun mila junkie etzanda» y «Ta orain miresgarria ez dela ezer»). Además, realizó tres versiones, una de Silvio Rodríguez («En el claro de la luna», la única canción en castellano del álbum), otra de Beti Mugan («Homo homini lupus») y una revisión del «Bizitza triste eta ederra» de Joxe Ripiau.
Aparte de las versiones, Iñigo se inspiró en diferentes literatos para varias letras. Musicó los poemas «Sagarroiak» de Joseba Sarrionandia (de donde obtuvo el nombre de la banda) e «Irribarrea» de Xabier Izaga. Para la letra de «Iglu» se basó en Peter Freuchen, el personaje creado por Paul Auster.
Para grabar el álbum eligieron los estudios Garate de Kaki Arkarazo, quien ejerció como técnico de sonido.

## Lista de canciones
1. «X izpiak» («Rayos X»)
(Letra y música: Iñigo Muguruza.)
2. «Irribarrea» («La sonrisa»)
(Letra: Xabier Izaga. Música: Iñigo Muguruza.)
3. «Ezin soseauk»
(Letra y música: Iñigo Muguruza.)
4. «Ehun mila junkie etzanda» («Cien mil junkies tumbados»)
(Letra: Martxel Mariscal. Música: Iñigo Muguruza.)
5. «Sagarroiak» («Erizos»)
(Letra: Joseba Sarrionandia. Música: Iñigo Muguruza.)
6. «Ta orain miresgarria ez dela ezer» («Ahora que nada es admirable»)
(Letra: Martxel Mariscal. Música: Iñigo Muguruza.)
7. «Iglu» («Iglú»)
(Letra y música: Iñigo Muguruza.)
8. «Homo homini lupus» («El hombre es un lobo para el hombre»)
(Letra: Martxel Mariscal. Música: Beti Mugan.)
9. «Murphy»
(Letra y música: Iñigo Muguruza.)
10. «Bizitza triste eta ederra» («Vida triste y hermosa»)
(Letra y música: Iñigo Muguruza.)
11. «Papa Miserieren ametsgaizkoa» («La pesadilla de Papá Miseria»)
(Letra y música: Iñigo Muguruza.)
12. «Hutsik» («Huecos»)
(Letra y música: Iñigo Muguruza.)
13. «Hotzikarra» («Escalofrío»)
(Letra y música: Iñigo Muguruza.)
14. «En el claro de la luna»
(Letra y música: Silvio Rodríguez.)

## Personal
- Iñigo Muguruza - voz y guitarra
- Gorka Baskaran - Batería
- Carlos Zubikoa - Bajo

## Personal técnico
- Iñigo Muguruza: producción.
- Kaki Arkarazo: técnico de sonido.